# Người Mỹ gốc Iceland
Người Mỹ gốc Iceland (tiếng Anh: Icelandic Americans) là người Mỹ của Iceland gốc hoặc những người Iceland sinh cư trú tại Hoa Kỳ. Những người nhập cư Iceland đã đến Hoa Kỳ chủ yếu trong giai đoạn 1873–1905 và sau chiến tranh thế giới thứ hai. Có hơn 40.000 người Mỹ gốc Iceland theo điều tra dân số năm 2000 của Hoa Kỳ và hầu hết sống ở Thượng Trung Tây. Hoa Kỳ là nơi có cộng đồng người di cư Iceland lớn thứ hai trên thế giới sau Canada.